# Frontera entre Belarús i Ucraïna
La frontera entre Belarús i Ucraïna és la frontera estatal entre Belarús i Ucraïna amb una longitud d'aproximadament 1.111 kilòmetres. Comença a l'oest al trifini d'ambdós estats amb Polònia i acaba a l'est al trifini entre ambdós estats i Rússia. El trifini entre Belarús, Rússia i Ucraïna està marcat per un monument, mentre que a l'altre trifini hi ha el riu Buh Occidental que coincideix amb la frontera amb Polònia.

Típic marcador fronterer d'Ucraïna

## Geografia
La frontera està situada en la regió geogràfica de Polèsia (Planura Polesiana) que s'estén aproximadament des del Buh Occidental al Dnieper al llarg del riu Prípiat (només al sud d'aquest). És part de la més gran Plana europea oriental i coneguda pels aiguamolls de Pinsk.

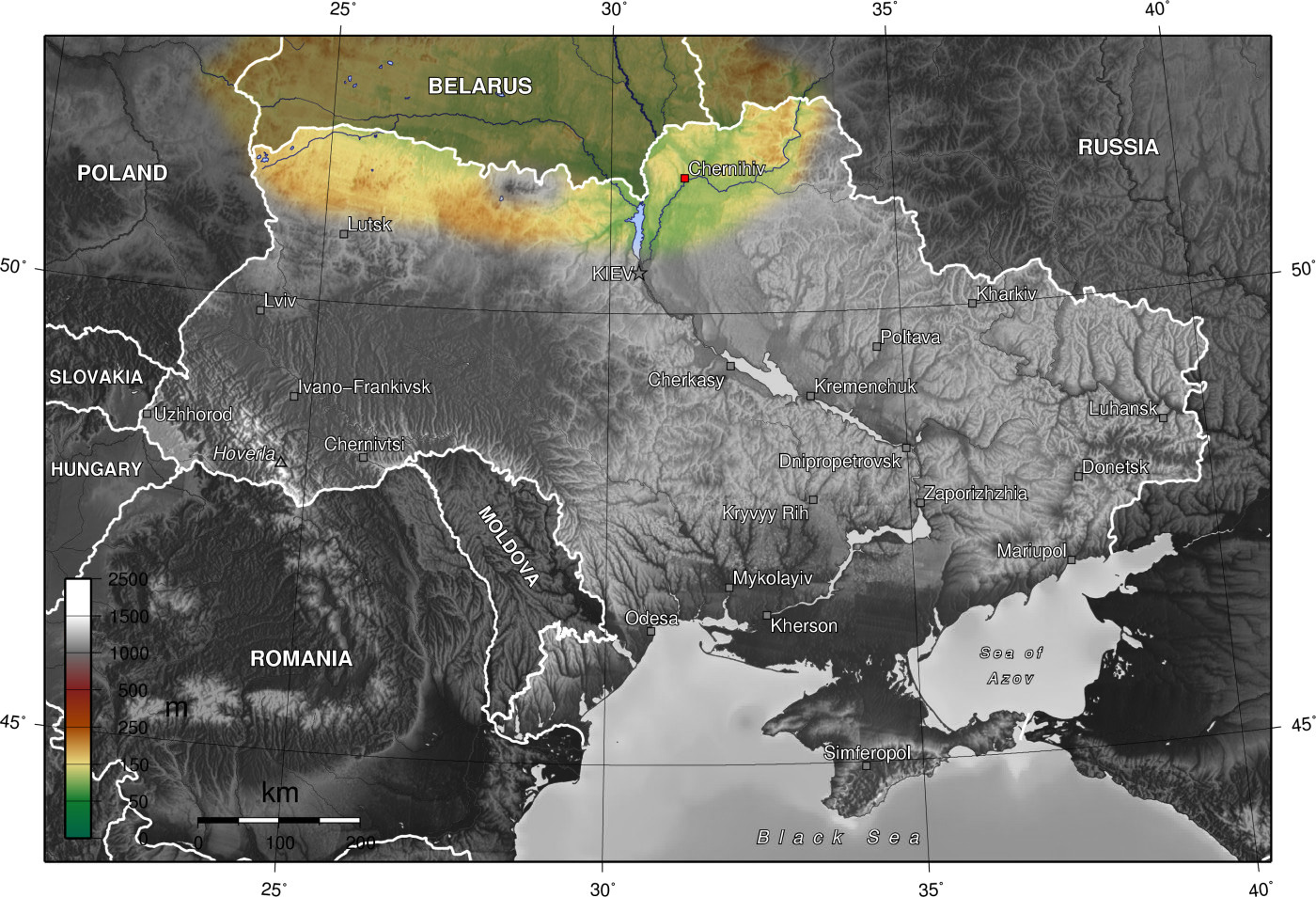
Planura Polesiana

L'extrem occidental de la frontera comença al Buh Occidental al voltant dels llacs de Xatski i corre cap a l'est pels aiguamolls de Pinsk. A més, s'estén paral·lel al riu Prípiat, una mica llunyà al sud, passant per zones densament boscoses que es van contaminar després del desastre de Txernòbil. La frontera passa pel Prípiat just al nord de la ciutat de Pripiat i, a continuació, també gira al sud-oest com el riu i continua corrent paral·lel al riu. A mesura que la frontera arriba al Dnieper, gira cap al nord cap a Homiel i corre al llarg del riu. En el punt mitjà entre Homiel i una població de Ripki, la frontera gira i corre una altra vegada cap a l'est cap a l'altiplà central rus durant 100 km on acaba el trifini amb la frontera russa.

## Història

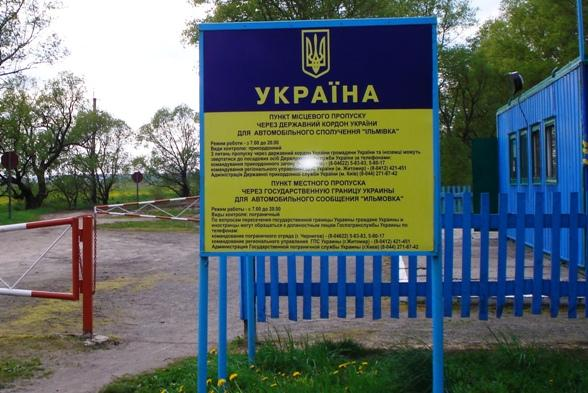
Senyal al pas d'Ilmivka en ucraïnès i rus

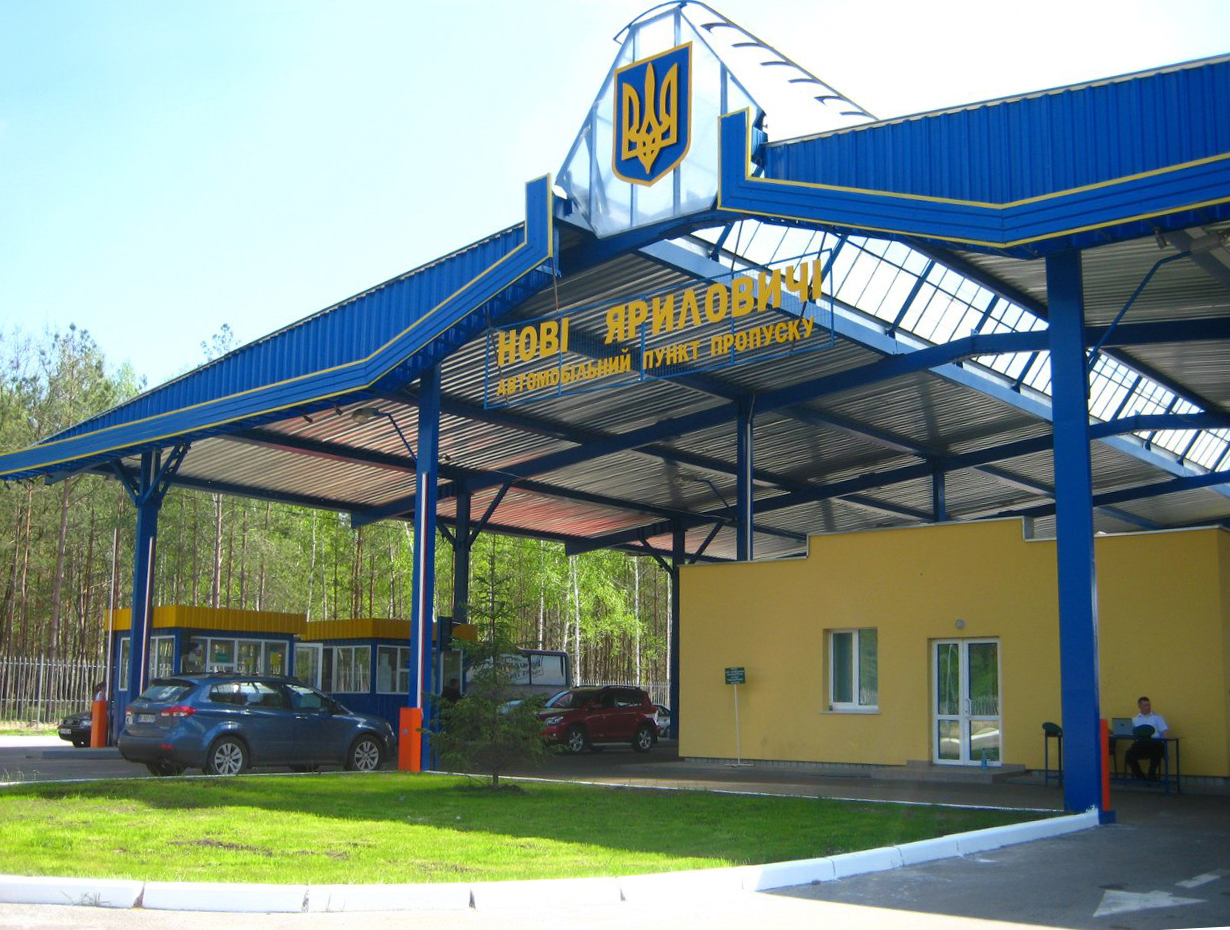
Novi Iarilovitxi

La frontera de l'estat modern data de la Primera Guerra Mundial quan el 1918 apareix en el mapa del món la República Popular d'Ucraïna.
No obstant això, la frontera té arrels històriques. La frontera és aproximadament similar a la que havia entre el Gran Ducat de Lituània i la Corona del Regne de Polònia d'acord amb la Unió de Lublin. Corresponia a la frontera administrativa dels voivodats de Brest-Litovsk i  Minsk de al costat lituà i els de  Kíev, Volínia i Rutè al costat polonès.
Després de la Primera Guerra Mundial i el Tractat de Riga la part occidental de la frontera coincidia més o menys amb la frontera administrativa de les províncies de Polèsia i Volínia províncies de la república de Polònia d'entreguerres, i a l'est les repúbliques soviètiques de Belarús i Ucraïna.
En un primer moment, la frontera entre ambdues repúbliques de la Unió Soviètica va ser reconeguda pel Tractat entre l'RSS d'Ucraïna i l'RSS de Belarús del 12 de desembre de 1990. La situació de la frontera estatal amb Ucraïna va ser aprovada pel Soviet Suprem de Belarús de 11 de juny de 1993, però hi ha un acord internacional entre Belarús i Ucraïna, en la qual es reconeixen mútuament les fronteres heretades de la URSS reconegudes e 1990.
Fins a la data, la frontera es regeix per l'Acord d'amistat, bon veïnatge i cooperació entre Belarús i Ucraïna de 17 de juny de 1995. El Tractat de la frontera estatal entre Belarús i Ucraïna el 12 de maig de 1997 al mateix any va ser ratificat per la Rada Suprema d'Ucraïna, i el 2010 l'Assemblea Nacional de Belarús, però les parts encara no s'han intercanviat els instruments de ratificació.
Segons el President del Comitè de Frontera Estat de Belarús Igor Raczkowski, el treball per la demarcació de fronteres podria continuar fins a 10 anys i requereix 51 mil milions de rubles.
La demarcació de la frontera va començar amb els 13 de novembre de 2013 amb la inauguració del primer senyal fronterer en el lloc de convergència de les fronteres estatals d'Ucraïna, Belarús i Rússia.
Després del desastre de Txernòbil, el 1986, una gran part de la frontera amb l'anomenada zona d'exclusió de Txernòbil (costat ucraïnès) i Reserva radiològica estatal de Polèsia (costat belarús). La Zona d'Exclusió de Txernòbil a Ucraïna es regeix pel Ministeri d'Ecologia i Recursos Naturals d'Ucraïna per mitjà de la seva agència especial. L'àrea no disposa d'infraestructures adequades per al pas fronterer que es realitza a la zona sota l'autoritat especial per contaminació. La zona d'exclusió en si té els seus propis punts de control. Al llarg de la frontera, el costat ucraïnès s'estén per la línia de ferrocarril Txerníhiv-Ovrutx, que connecta l'abandonada Central Nuclear de Txernòbil amb la ciutat de Slavutych. El ferrocarril travessa Belarús-Ucraïna dues vegades.

## Passos fronterers

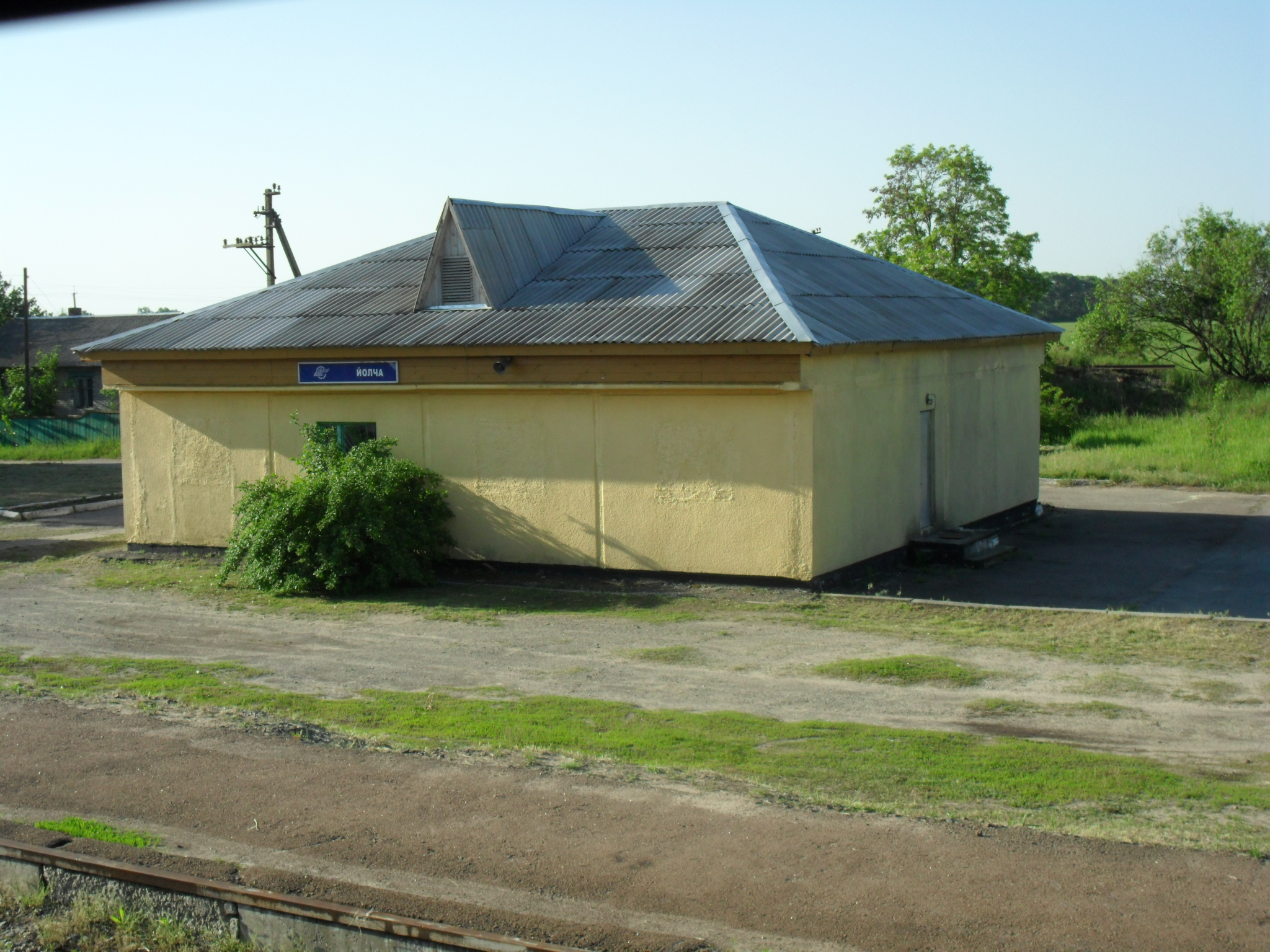
Estació de tren de Ioltxa

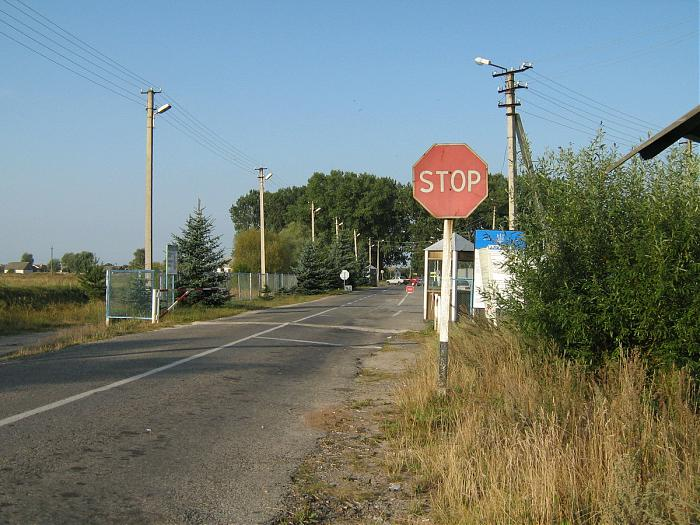
Pas fronterer de Pixtxa

Els punts de control en negreta tenen estatut internacional.

### Regions de Homiel i Txerníhiv
- Loyew Kamianka (riu, a l'hiver pas de gel)
- Andzewka Derevyny (petita carretera/carrer, trànsit local de passatgers durant les hores del dia)
- Paddabranka Dobryanka (petita carretera/carrer, trànsit local de passatgers durant les hores del dia)
- Hlybotskaie Ilmivka (petita carretera/carrer, trànsit local de passatgers durant les hores del dia)
- Kamaryn Slavutych P35/ P56
- Vesialowka Senkivka P124/P13
- Novaja Huta Novi Yarylovychi / M01 E95})
- Cierucha Hornostayivka (ferrocarril) (Txernihiv (ferrocarril, f))
- Cierachowka Khorobychi (ferrocarril) (Xtxors (ferrocarril))

### Regions Homiel- Kiev -
- (S) Aliaksandrawka – Viltxa P37/T1035 (en la zona de Txernòbil)

### Regions Homiel - Jitòmir
- (S) Hluškavičy – Maidan Kopyshchansky P36/T0605
- Novaja Rudnia – Vystupovychi P31/P28 (en la zona de Txernòbil)
- Slavečna - Vystupovychi (ferrocarri, en la zona de Txernòbil) (Ovrutx (ferrocarril) i Korosten (ferrocarril))

### Regions Bresc - Rivne
- Trušava - Vychivka (petita carretera/carrer, trànsit local de passatgers durant les hores del dia)
- Aĺmany - Perebrody (petita carretera/carrer, trànsit local de passatgers durant les hores del dia)
- (S) Nievieĺ Prykladnyky P147/P76
- Vierchni Cierabiažow - Horodyshche P88/P05
- Haryń - Udrytsk (ferrocarril) (Sarny (ferrocarril))

### Regions Bresc - Volyn
- Očyna - Huta (petita carretera/carrer, trànsit local de passatgers durant les hores del dia)
- Sušytnica - Tur (petita carretera/carrer, trànsit local de passatgers durant les hores del dia)
- Dubok - Khrypsk (petita carretera/carrer, trànsit local de passatgers durant les hores del dia)
- (S) Dzivin - Samary P127/carretera local
- Tamašowka - Pulemets P94/T0307 - (S) Oltuš - Pishcha P17/T0307 (àrea del llac de Xatsk)
- Machro - Dolsk P144/P14
- Makrany - Domanove /M19} (85) i T0304
- Chacislaw - Zabolottia (ferrocarril) (Kovel (ferrocarril))

### Cas especial (ferrocarril de Txernòbil)
Tingueu en compte que el ferrocarril Txerníhiv-Ovrutxl només l'utilitza Ukrzaliznytsia. El ferrocarril passa per diverses estacions de tren del territori de Belarús, la majoria de les quals són abandonades excepte l'estació de tren de Ioltxa. L'estació de trens d'Ioltxa és arrendada pel govern d'Ucraïna i operada per personal d'Ucraïna, mentre que les autoritats belarusses realitzen serveis fronterers (com la duana). Els serveis fronterers en territori d'Ucraïna també són duts a terme a les estacions de tren de Semykhody raion de Ivankiv (prop de Prípiat) i Nedantxitxi reion de Ripky (prop de Slavutytx). La part del ferrocarril entre Semikhodi i Ovrutx queda suspesa indefinidament i no s'utilitza.